# Лозоватка (Криворожский район)
Лозова́тка (укр. Лозуватка) — село, Лозоватская сельская община, Криворожский район, Днепропетровская область, Украина.
Код КОАТУУ — 1221884001. Население по переписи 2001 года составляло 6730 человек. Является административным центром Лозоватской сельской общины, в которую, кроме того, входят ещё 28 сёл, 2 посёлка и 1 посёлок городского типа. Недалеко от села находится аэропорт и аэродром «Кривой Рог».

## Географическое положение
Село Лозоватка находится на берегу реки Ингулец, в месте, где начинается Карачуновское водохранилище,
выше по течению на расстоянии в 2 км расположено село Раево-Александровка, ниже по течению на расстоянии в 2 км расположено село Марьяновка, на противоположном берегу — село Чкаловка. Рядом проходят автомобильная дорога Н-23 и
железная дорога, станция Грековатая в 6 км.

## История
- 1765 — дата основания переселенцами из Черниговщины.
- После ликвидации Запорожской Сечи Лозоватка в 1777 году была объявлена государственной воинской слободой.
- В 1788 году здесь насчитывалось 83 двора с населением 353 человека.
- В 20-х годах XIX века Лозоватка стала военным поселением.
- После ликвидации военных поселений Лозоватка в 1857 году снова стала казенной слободой.
- В 1859 году в Лозоватке насчитывалось 510 дворов и проживало 3 436 человек.

## Экономика
- Лозоватская птицефабрика агрохолдинга «Авангард».
- ООО «Оризон».
- ООО «Заречный».
- ОАО «Сельхозтехника».
- ОАО «ДТЭК».
- ТОВ «Набережный».

## Объекты социальной сферы
- Школа № 1.
- Школа № 2.
- Школа-сад.
- Музыкальная школа.
- Дом детского творчества.
- Дом культуры.

## Экология
- В 2-х км от села расположен шламоотстойник ОАО «ЦГОК» (~14 км²).

## Известные люди
- Базаров, Иван Фёдорович (1916—1943) — Герой Советского Союза, похоронен в селе Лозоватка.
- Деревянко, Алексей Акимович (1922—1943) — Герой Советского Союза.
- Нежигай, Иван Лукич (1918—1988) — Герой Советского Союза, родился в селе Лозоватка.

## Религия
- Церковь святого Николая-Чудотворца.
- Покровская церковь — первый храм села Лозоватка Верхнеднепровского уезда Екатеринославской губернии (ныне Криворожского района Днепропетровской области), традиционный для старинных казацких поселений XVIII века. Основана в 1788 году. Освящена в 1793 году. Перестроена в 1820 году. Разрушена в 1930-е.

## Достопримечательности
- Братская могила советских воинов.